# Каср (родовище)
Каср — газоконденсатонафтове родовище у західній пустелі Єгипту. Є найбільшим родовищем в басейні Шушан-Матрух.
Родовище відкрили у 2003 році унаслідок спорудження розвідувальної свердловини Qasr-1X, що показала на тестуванні приплив із двох зон в обсязі 1,46 млн м3 газу та 2688 барелів конденсату на добу. Того ж року поширення резервуара уточнили за допомогою оціночної свердловини Qasr-2X, яка видала добовий результат у 1 млн м3 газу та 1320 барелів конденсату на добу. Чиста товщина продуктивних пластів у зазначених свердловинах виявилась 185 та 204 метри відповідно, тоді як наступна оціночна свердловина Qasr-3X мала цей показник на рівні 137 метрів. 
Основні поклади вуглеводнів виявились пов’язаними із формацією Хататба (середня юра), зокрема, із пісковиковим горизонтом Нижня Сафа, який формувався в умовах естуарію, а потім дельти. Також свердловина Qasr-2X показала наявність газонасиченого інтервалу завтовшки 19 метрів у розташованій вище ранньокрейдовій формації Алам-Ель-Буейб.
Окремі свердловини виявили поклади нафти у формаціях Алам-Ель-Буейб (зокрема, у горизонтах 3D та 3Е, що відносяться до готерівського ярусу) та Бахарія (сеноман).
Запаси родовища оцінили у 64 млрд м3 газу та 80 млн барелів рідких вуглеводнів, що становить близько 450 млн барелів нафтового еквівалента. За іншими даними, цей показник становить 700 млн барелів нафтового еквівалента, що дозволяє класифікувати Каср як гігантське родовище (наразі єдине у цій категорії для усіх басейнів єгипетської Західної пустелі). Станом на 2012 рік із родовища вже вилучили понад 28 млрд м3 газу та 56 млн барелів конденсату.
Каср виявили на концесійній території Хальда, єдиним інвестором якої на той момент вже була американська компанія Apache. За усталеним в Єгипті порядком, розробка відкритих за участі іноземних інвесторів родовищ провадиться через спеціально створені компанії-оператори, при цьому для Каср такою компанією виступає Khalda Petroleum Company.
У 2004 році почалась дослідна розробка родовища через свердловину Qasr-2X, яку підключили через лінію діаметром 150 мм до газопереробного комплексу Салам (належить тій же Khalda Petroleum Company), при цьому дебіт був обмежений рівнем 0,28 млн м3 на добу. 
Перша фаза повноцінної розробки стартувала у 2005 році із рівня у 4,24 млн м3, а у 2007-му він зріс до 9,89 млн м3. Видачу продукції організували через трубопровід довжиною 36 км та діаметром 600 мм до маніфольду родовища Шамс, звідки вона могла спрямовуватись як до комплексу Салам, так і по двох наново прокладеним трубопроводам – довжиною 42 км, діаметром 500 мм та пропускною здатністю 6,8 млн м3 на добу до родовища Обайєд (розробляється нафтогазовим гігантом Shell через компанія-оператора BAPETCO), а також довжиною 60 км та діаметром 450 мм до родовища Тарек (тут діяльність здійснює все та ж Khalda Petroleum Company).
В межах другої фази розробки проклали трубопровід діаметром 600 мм до комплексу Салам (також в якийсь момент з’явилась друга нитка діаметром 450 мм між маніфольдом Шамс і родовищем Тарек). При цьому у 2009 році на Салам ввели в дію дві нові лінії, розраховані на прийом 5,65 млн м3 на добу. Що стосується власне Касру, тут у підсумку встановили 5 однакових трифазних (газ/конденсат/вода) сепараторів загальною потужністю на прийом 24,7 млн м3 на добу.
Після досягнення пікового показника у 22,6 млн м3 на добу видобуток почав падати через зниження пластового тиску. Як наслідок, у 2012-му узялись за проект спорудження на Каср компресорної станції, яка мала забезпечувати транспортування продукції по зазначеній вище системі трубопроводів.
Що стосується нафтових покладів, то станом на 2006 рік на Каср видобували з них 8700 барелів на добу.